# Moleskine
Moleskine è una marca di taccuini, agende, guide da viaggio, quaderni, borse, valigie ed album prodotti da Moleskine Spa, una società italiana con sede a Milano.
La società è stata quotata presso la Borsa valori di Milano nell'indice FTSE Italia STAR dal 2013 fino al 2017, quando è stata revocata in seguito al successo dell'OPA promossa da DM Invest, società del gruppo belga D'Ieteren.

## Storia

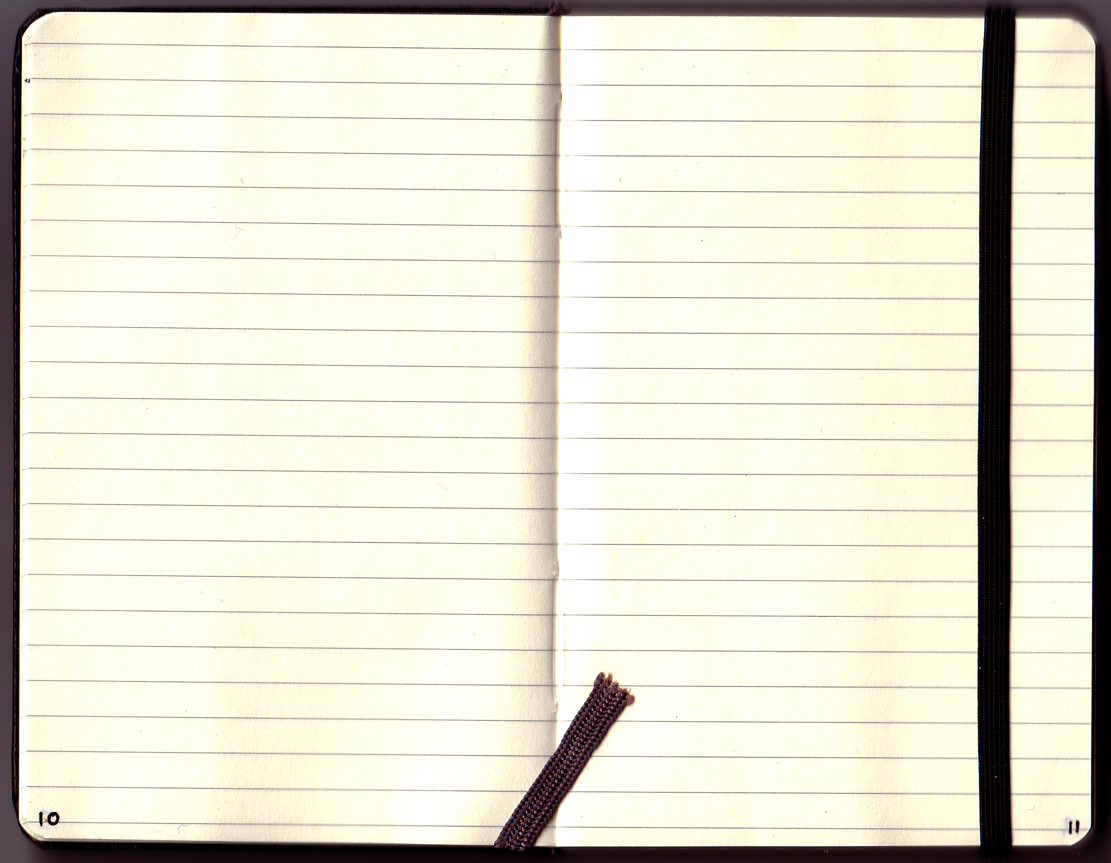
L'interno di un taccuino Moleskine

Nel 1997 la Modo & Modo Spa, una piccola società con sede a Milano e produttrice di magliette, comincia a produrre taccuini grazie ad un'idea di Maria Sebregondi, che registra il marchio Moleskine e manda in produzione 5.000 pezzi. Nel 1999 Modo & Modo Spa inizia a distribuire anche in Europa, negli Stati Uniti e in Giappone. Fin dall'inizio il principale canale di distribuzione sono le librerie e i design store. 
Nel 2006, a fronte di una forte crescita della domanda cui la Modo & Modo Spa non riesce a fare fronte, la società viene acquistata dal fondo di investimento francese Société Générale. Il nome della società si trasforma in "Moleskine Srl" e successivamente in Moleskine SPA. Il socio di riferimento è il fondo di private equity Syntegra Capital (67,7%) seguito da Index Ventures (15,2%), dal fondatore originario Francesco Franceschi (10,6%) e dal management (6,5%). Nell'aprile 2013 il titolo ha quotato alla Borsa di Milano il 50,17% del capitale.
Nel settembre 2016 il gruppo belga D'Ieteren, controllato dall'omonima famiglia, acquisisce, attraverso la controllata DM Invest, una partecipazione del 41% in Moleskine. Dopo aver lanciato un'offerta pubblica di acquisto sulle restanti azioni della società, D'Ieteren supera la soglia del 95%, avviando una procedura di delisting al fine di ottenere il pieno controllo di Moleskine.  
Nel 2017 il titolo Moleskine è rimosso dalla Borsa di Milano. Nel settembre 2017 Lorenzo Viglione, dal 2014 direttore generale della società,  viene nominato amministratore delegato sostituendo Arrigo Berni che diventa presidente. Nel dicembre 2019 Viglione lascia l'incarico.